# Boehmeria multiflora
Boehmeria multiflora är en nässelväxtart som beskrevs av Charles Budd Robinson. Boehmeria multiflora ingår i släktet Boehmeria och familjen nässelväxter. Inga underarter finns listade i Catalogue of Life.